# Amt Großer Plöner See
La comunità amministrativa di Großer Plöner See (Amt Großer Plöner See) si trova nel circondario di Plön nello Schleswig-Holstein, in Germania. Della comunità amministrativa fa parte anche un comune compreso nel Circondario dell'Holstein Orientale.

## Suddivisione
Comprende 10 comuni:
1. Bosau (3 409) (fa parte del Circondario dell'Holstein Orientale)
2. Dersau (917)
3. Dörnick (255)
4. Grebin (1 001)
5. Kalübbe (586)
6. Lebrade (605)
7. Nehmten (305)
8. Rantzau (342)
9. Rathjensdorf (469)
10. Wittmoldt (166)

Il capoluogo è Plön.
(Tra parentesi i dati della popolazione al 31 dicembre 2021)